# Boreohydridae
Boreohydridae är en familj av nässeldjur. Enligt Catalogue of Life ingår Boreohydridae i ordningen Anthoathecata, klassen hydrozoer, fylumet nässeldjur och riket djur, men enligt Dyntaxa är tillhörigheten istället ordningen Hydroida, klassen hydrozoer, fylumet nässeldjur och riket djur. Enligt Catalogue of Life omfattar familjen Boreohydridae 3 arter. 
Kladogram enligt Catalogue of Life och Dyntaxa:
| Boreohydridae | \| \| Boreohydra \| \| \| \| \| \| Meiorhopalon \| \| \| \| \| \| Psammohydra \| \| \| \| |
|               | \| \| Boreohydra \| \| \| \| \| \| Meiorhopalon \| \| \| \| \| \| Psammohydra \| \| \| \| |
|               | Boreohydra                                                                                |
|               |                                                                                           |
|               | Meiorhopalon                                                                              |
|               |                                                                                           |
|               | Psammohydra                                                                               |
|               |                                                                                           |